# Округ Алпајн (Калифорнија)
Алпајн (енгл. Alpine County) је округ у америчкој савезној држави Калифорнија.

## Демографија
По попису из 2010. године број становника је 1.175, што је 33 (-2,7%) становника мање 2000. године.
| Група             | 2000.       | 2010.       |
| Белци             | 867 (71,8%) | 852 (72,5%) |
| Афроамериканци    | 7 (0,6%)    | 0 (0,0%)    |
| Азијати           | 4 (0,3%)    | 7 (0,6%)    |
| Хиспаноамериканци | 94 (7,8%)   | 84 (7,1%)   |
| Укупно            | 1.208       | 1.175       |